# 達爾·塔克
達奎維斯·拉瑪·塔克（1988年4月11日—）為美國男子籃球運動員，最後效力於台灣職業籃球大聯盟新竹御嵿攻城獅。

## 職業生涯
2024年9月4日，總決賽3比0之際，皇家拉維加引進塔克參加總決賽第四戰。9月26日，塔克加盟薩卡特卡斯礦工。12月23日，塔克加盟台灣職業籃球大聯盟新竹御嵿攻城獅。2025年2月12日，新竹御嵿攻城獅宣布與塔克達成離隊協議。

## 外部連結
- 達爾·塔克在fiba.basketball（英语）
- 達爾·塔克在archive.fiba.com（archived）（英语）
- 達爾·塔克在NBA G聯盟（英语）
- 達爾·塔克在台灣職業籃球大聯盟
- 達爾·塔克在Basketball-Reference.com（NBA G聯盟）（英语）
- 達爾·塔克在Basketball-Reference.com（國際）（英语）
- 達爾·塔克在Sports-Reference.com（NCAA）（英语）
- 達爾·塔克在Eurobasket.com（球員）（英语）
- 達爾·塔克在RealGM（英语）
- 達爾·塔克在Proballers（英语）
- 達爾·塔克在Flashscore（英语）